# إكسايل
إكسايل (بالإنجليزية: Exaile) هو مُشغِّل صوتيَّات ومحرر البيانات الوصفية [الإنجليزية] ومنظم مكاتب، حرٌّ ومفتوح المصدر ومتعدِّد المنصات، صُمِّمَ في الأصل ليكون متشابهًا في الأسلوب والوظائف مع أمروك 1.4 الخاص بكدي، ولكنَّهُ يستخدم مجموعة أدوات عنصر واجهة المستخدم «جتك» بدلًا من كيوت، إنه مكتوب بلغة بايثون ويستخدم إطار عمل وسائط جي ستريمر.
يتضمَّن إكسايل العديد من ميزات من أمروك (وبعض مُشغِّلات الوسائط الأخرى) مثل الجلب التلقائي للألبومات، والتعامل مع المكتبات الكبيرة، وجلب الكلمات، ودعم لاست إف إم، وتحرير الوسوم [الإنجليزية] المتقدم، ودعم جهاز آي بود وجهاز إم إس سي [الإنجليزية] الاختياري عبر المكونات الإضافية.

## روابط خارجيَّة
- "Exaile: Flexible, Full-Featured Audio Player" [إكسايل: مشغل صوتي سَلِس، ومميز بالكامل]. لينكس مينت. مؤرشف من الأصل في 2023-07-20. اطلع عليه بتاريخ 2023-07-29.